# Perizoma albimacularia
Perizoma albimacularia är en fjärilsart som beskrevs av Freyer 1849. Perizoma albimacularia ingår i släktet Perizoma och familjen mätare. Inga underarter finns listade i Catalogue of Life.